# Brede Hovedbygning
Brede Hovedbygning ligger i dag som en del af det anlæg, der indtil 1831 udgjorde Brede Kobber- og Messingværk og siden da Brede Klædefabrik i Kongens Lyngby nord for København. Hovedbygningen blev i 1795 opført som landsted af Brede Værks ejer.
Hovedbygningen er en del af museet Brede Værk, som er under Nationalmuseet.

## Historien
Brede Hovedbygning viser et hjem fra 1700-tallet, der er indrettet som et lyst og smagfuldt landsted for etatsråd Peter van Hemert og hans familie. Selve byggeriet overlod van Hemert til en arkitekt, der var erfaren i tidens nyklassicistiske arkitektur, sandsynligvis hofarkitekt Andreas Kirkerup. Til udsmykningen af det indre engagerede han tidens førende interiørarkitekt, hofdekoratør Joseph Chr. Lillie. Han fik ikke kun ansvaret for lofts- og vægudsmykningerne, men formentlig også for hovedparten af møblerne.
Det nye landsted skulle være en præsentabel sommerbolig for en mand, der som Peter van Hemert indtog en fremtrædende plads inden for det københavnske handelsaristokrati. Peter van Hemert og hans familie kom dog kun til at nyde godt af disse smukke omgivelser i nogle få år. I 1805 gik van Hemert fallit, og i årene efter blev alt solgt på auktion.

## Restaurering
Nationalmuseet overtog i 1959 Brede Hovedbygning, og da bar hovedbygningen tydeligt præg af de senere fabriksejere, der havde boet i huset. Efter adskillige års istandsættelses- og restaureringsarbejder, var alle rum i 1974 ført tilbage til deres oprindelige form, og Lillies loft- og vægudsmykninger var fremdraget bag adskillige senere overmalinger.
Af det oprindelige inventar fra Peter van Hemerts tid er kun Lillies pillespejle i havestuen og selskabsstuen bevarede. Huset er i dag møbleret ud fra den udførlige inventarliste, der ved konkursboet i 1805 blev udarbejdet for hvert eneste rum.
Af de nuværende møbler har flere oprindeligt tilhørt personer fra den kreds, som Peter van Hemert selv færdedes i.
Alle stammer de fra netop den tid, hvor familien van Hemert flyttede ind i sit nye landsted. Som det var moderne i tiden, er møblerne opstillet strengt symmetrisk langs væggene.
Blandt inventaret er en stol af imiteret bambus.

## Brede Hovedbygning i dag
Brede Hovedbygning står nu atter som et fornemt eksempel på et komplet Louis XVI-interiør fra 1790'erne, der giver et sjældent indblik i, hvorledes en velstående storkøbmands familie levede i slutningen af 1700- tallet.Det gamle spisehus er nu indrettet som restauranten Brede Spisehus.
Ved Brede Værk ligger desuden en park med gartneri, som tidligere producerede fødevarer til fabriksejeren, som om sommeren residerede i Brede Hovedbygning, opført 1795.

## Museum
Brede Hovedbygning ligger som en del af Nationalmuseets Brede Værk afdeling. 
Mens det er gratis at besøge størstedelen af udstillingerne på Brede Værk kræver indgang til Hovedbygningen entre og sker kun ved guidede ture for grupper som arrangeres hver søndag i sommermånederne.